# Cheirodendron
Genre
Cheirodendron est un genre de plantes à fleurs de la famille des Araliaceae. Les six espèces qui le composent sont endémiques de la Polynésie, celles présentes à Hawaï étant appelées localement ʻōlapa.

## Liste des espèces et sous-espèces
Selon World Checklist of Selected Plant Families (WCSP) (15 octobre 2016) :
- Cheirodendron bastardianum (Decne.) Frodin
- Cheirodendron dominii Krajina
- Cheirodendron fauriei Hochr.
- Cheirodendron forbesii (Sherff) Lowry
- Cheirodendron platyphyllum (Hook. & Arn.) Seem. 
  - sous-espèce Cheirodendron platyphyllum subsp. kauaiense (Krajina) Lowry
  - sous-espèce Cheirodendron platyphyllum subsp. platyphyllum
- Cheirodendron trigynum (Gaudich.) A.Heller 
  - sous-espèce Cheirodendron trigynum subsp. helleri (Sherff) Lowry
  - sous-espèce Cheirodendron trigynum subsp. trigynum

- Selon ITIS (15 octobre 2016)[2]
- Cheirodendron dominii Krajina
- Cheirodendron fauriei Hochr.
- Cheirodendron forbesii (Sherff) Lowry
- Cheirodendron platyphyllum (Hook. & Arn.) Seem.
- Cheirodendron trigynum (Gaudich.) A.Heller